# Ruellia puri
Ruellia puri là một loài thực vật có hoa trong họ Ô rô. Loài này được Mart. ex Nees miêu tả khoa học đầu tiên năm 1847.

## Hình ảnh

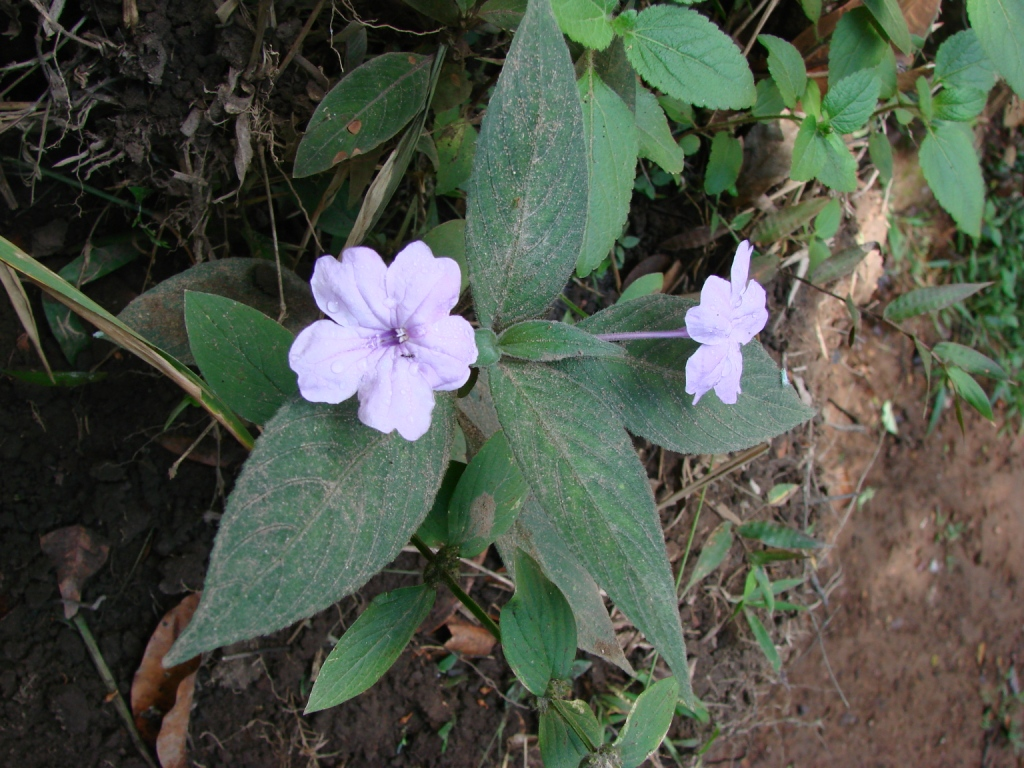